# Admont
Admont ist eine österreichische Marktgemeinde im Norden der Obersteiermark, etwa 20 km östlich der Bezirkshauptstadt Liezen. Die Gemeinde liegt im Gerichtsbezirk Liezen.

## Geografie
Admont liegt in einem Talbecken an der mittleren Enns und im westlichen Teil des Gesäuses. Wichtige Zuflüsse der Enns sind der Lichtmeßbach, Eßlingbach, Hallbach, sowie der Johnsbach.
Mitten in den Ennstaler Alpen wird es eingerahmt von den Haller Mauern und dem Admonter Reichenstein; im Gemeindegebiet liegt auch ein Teil der Gesäuseberge, wie etwa der Buchstein, oder das Hochtor als höchste Erhebung im gesamten Gemeindegebiet.
Im Süden liegt das Hochtal der Kaiserau mit seinen Skiliften im Gemeindegebiet von Admont.
Mit der Gemeindefläche von 300,03 km² ist Admont seit 2015 nach Mariazell die zweitgrößte Gemeinde der Steiermark und die viertgrößte Österreichs.

### Klima
|                        | Jan  | Feb  | Mär  | Apr  | Mai  | Jun  | Jul  | Aug  | Sep  | Okt  | Nov  | Dez  |   |      |
| Mittl. Temperatur (°C) | −4,3 | −2,2 | 2,2  | 7,0  | 12,3 | 15,1 | 17,0 | 16,5 | 12,6 | 7,9  | 1,8  | −3,0 | ⌀ | 7    |
| Mittl. Tagesmax. (°C)  | 0,0  | 3,3  | 8,2  | 14,0 | 19,2 | 21,7 | 23,9 | 23,5 | 19,2 | 14,2 | 6,1  | 0,6  | ⌀ | 12,9 |
| Mittl. Tagesmin. (°C)  | −7,4 | −5,9 | −2,0 | 1,9  | 6,7  | 9,8  | 11,5 | 11,4 | 8,0  | 3,8  | −1,1 | −5,7 | ⌀ | 2,6  |
|                        |      |      |      |      |      |      |      |      |      |      |      |      |   |      |
| Niederschlag (mm)      | 79   | 72   | 101  | 74   | 110  | 146  | 184  | 153  | 121  | 81   | 83   | 93   | Σ | 1297 |
|                        |      |      |      |      |      |      |      |      |      |      |      |      |   |      |
| Luftfeuchtigkeit (%)   | 79,6 | 66,4 | 58,0 | 49,5 | 49,9 | 53,4 | 52,7 | 53,8 | 57,5 | 60,5 | 74,9 | 83,4 | ⌀ | 61,6 |

| −7,4 |

| −5,9 |

| −2,0 |

| 1,9 |

| 6,7 |

| 9,8 |

| 11,5 |

| 11,4 |

| 8,0 |

| 3,8 |

| −1,1 |

| −5,7 |

| −7,4 |

| −5,9 |

| −2,0 |

| 1,9 |

| 6,7 |

| 9,8 |

| 11,5 |

| 11,4 |

| 8,0 |

| 3,8 |

| −1,1 |

| −5,7 |

### Gemeindegliederung
- Per 1. Jänner 1949 erfolgte die freiwillige Eingemeindung der damals selbständigen Gemeinden Aigen und Krumau in die Marktgemeinde Admont.[2]
- Seit 1. Jänner 2015 ist Admont im Rahmen der Gemeindestrukturreform in der Steiermark mit den Gemeinden Hall, Johnsbach und Weng im Gesäuse zusammengeschlossen und führt weiterhin den Namen „Admont“.[3]

Die ehemalige Gemeinde Weng wurde per 1. Juni 1951 umbenannt in Weng bei Admont und am 1. April 2003 in Weng im Gesäuse.
Das Gemeindegebiet gliedert sich in sieben Ortschaften (in Klammern Einwohner Stand 1. Jänner 2025):
- Admont (2114) samt Oberhofsiedlung
- Aigen (189) samt Dörflersiedlung, Frauenberg, Kreuzberg, Lichtmeßberg und Treffner
- Gstatterboden (26)
- Hall (1739) samt Donibas, Ennsviertel, Grabnerhof, Grieshof, Hall-Zerstreute Häuser, Mühlau, Oberhall, Schwarzenbach, Sonnberg, Unterhall und Zirnitz
- Johnsbach (149) samt Gstatterboden
- Krumau (150) samt Gesäuseeingang, Kematen und Paradies
- Weng im Gesäuse (543) samt Buchau, Geiergraben, Kletzenberg, Schröckendorf, Schwaighof und Steinfeldsiedlung

Die Gemeinde besteht aus sieben Katastralgemeinden (Fläche Stand 31. Dezember 2023):
- Admont (415,38 ha)
- Aigen (2.935,98 ha)
- Johnsbach (9.774,01 ha)
- Krumau (4.246,83 ha)
- Oberhall (1.958,71 ha)
- Unterhall (3.112,04 ha)
- Weng (7.559,68 ha)

### Nachbargemeinden
Zwei der zehn Nachbargemeinden liegen im Bezirk Leoben (LN), eine im oberösterreichischen Bezirk Kirchdorf (KI).
| Rosenau am Hengstpaß Spital am Pyhrn (KI) | St. Gallen                                  | Landl                   |
| Ardning Selzthal                          | Kompassrose, die auf Nachbargemeinden zeigt | Radmer (LN)             |
| Rottenmann Trieben                        | Gaishorn am See                             | Wald am Schoberpaß (LN) |

## Geschichte

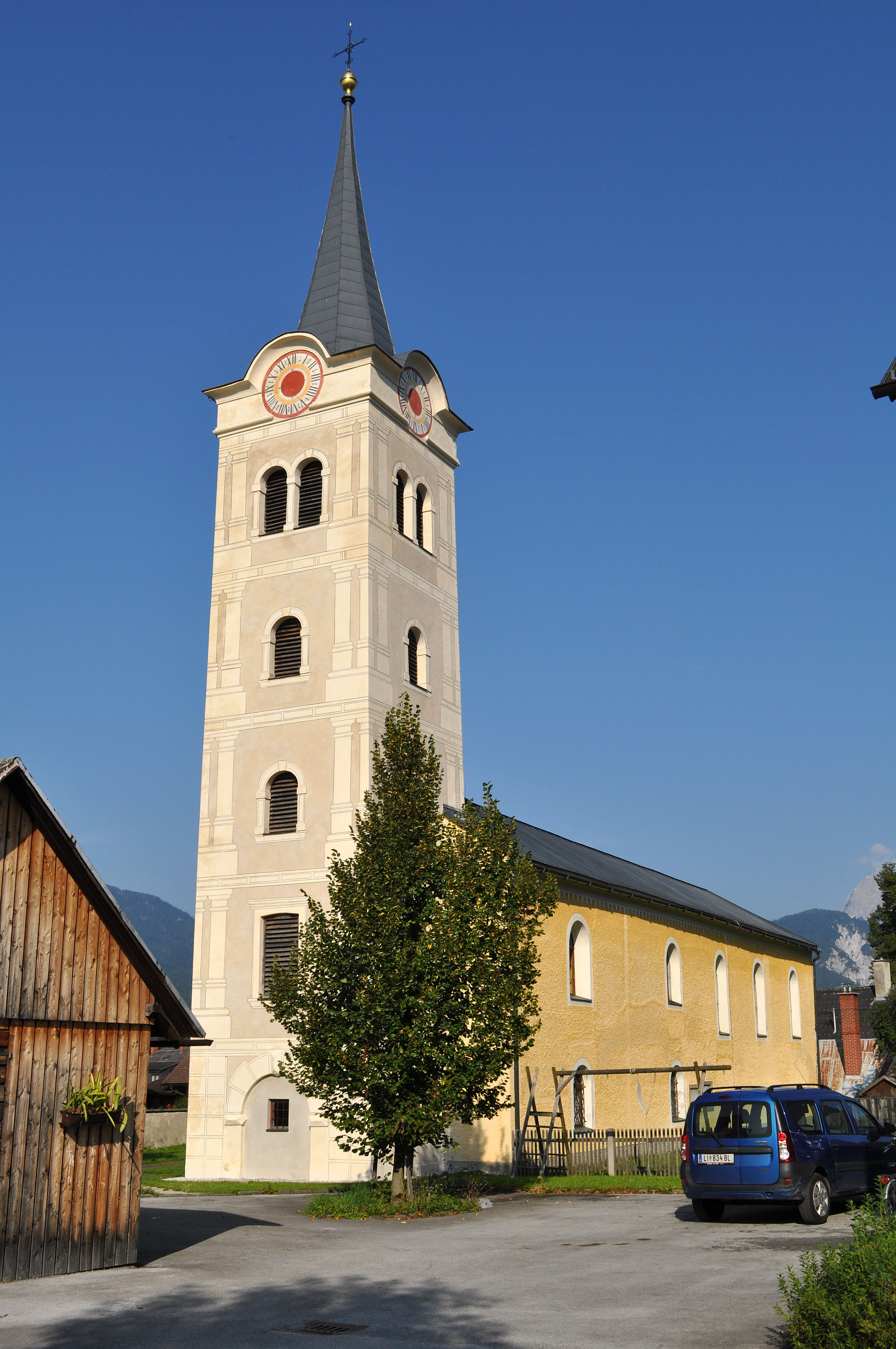
Amanduskirche

Admont ist eine der ältesten Siedlungen der Steiermark. Die erste Erwähnung findet man aus dem Jahr 859 als Ademundi vallis. Der Name geht auf urslawisch odmot (tiefe Stelle in einem Fluss, Strudel) zurück. Die häufig zu lesende Namensdeutung ad montes – zu den Bergen – erscheint heute unzutreffend. Als Pfarrkirche des Ortes diente die erstmals 859 belegte, im Kern romanische, später barockisierte und nach Brand 1865 erneuerte Amanduskirche mit dem zugehörigen Fiskalhof.

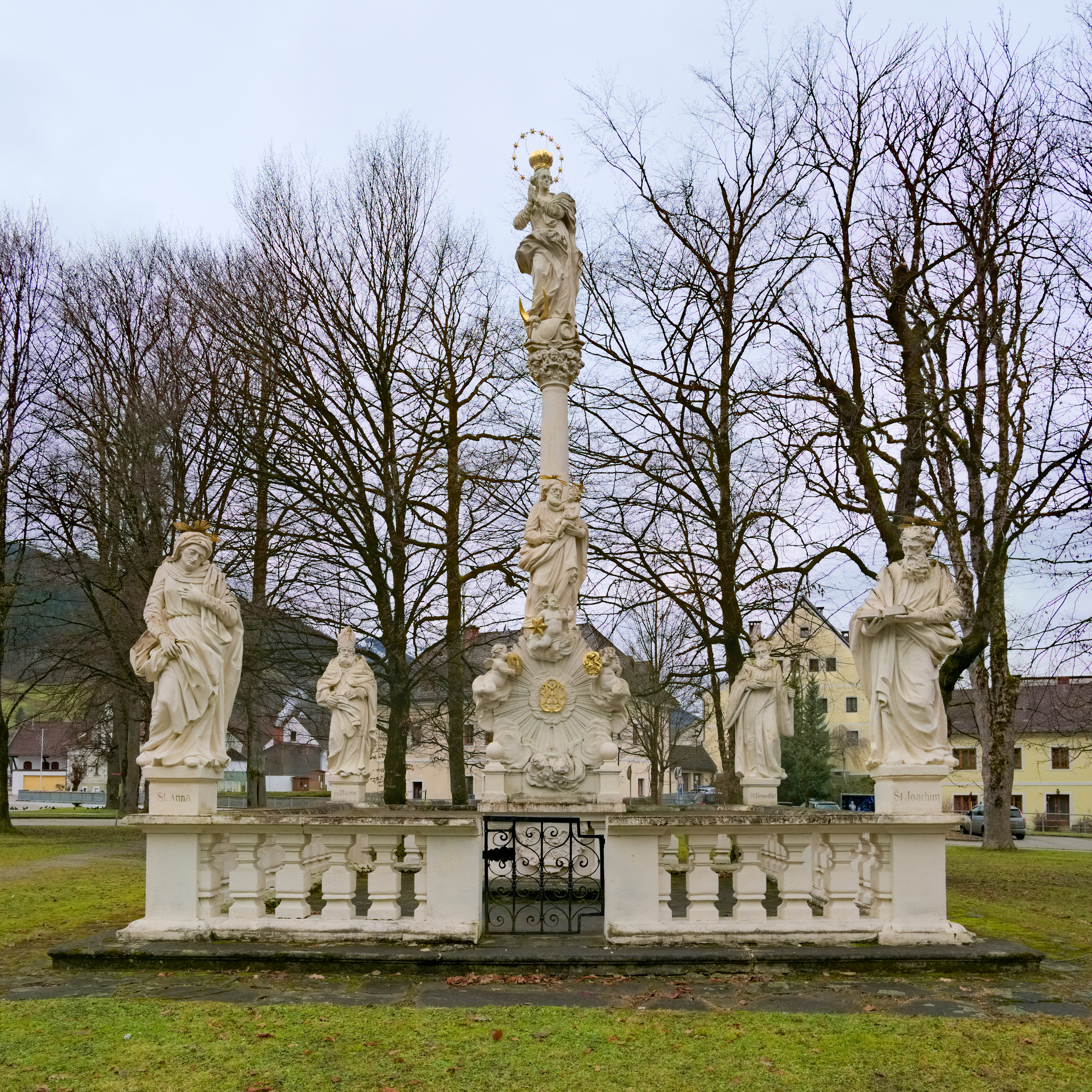
Die Mariensäule im Admonter Marienpark

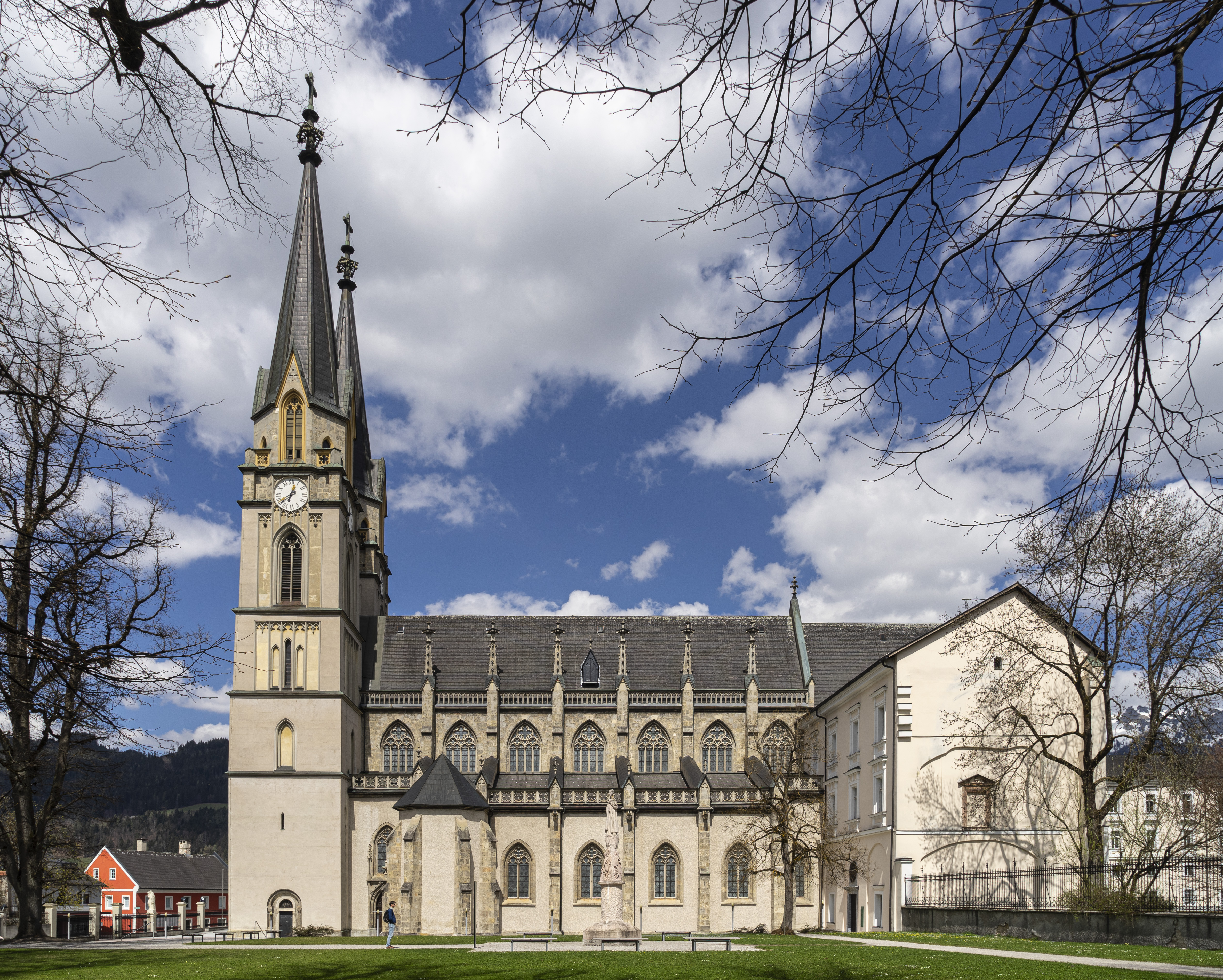
Die Admonter Stiftskirche

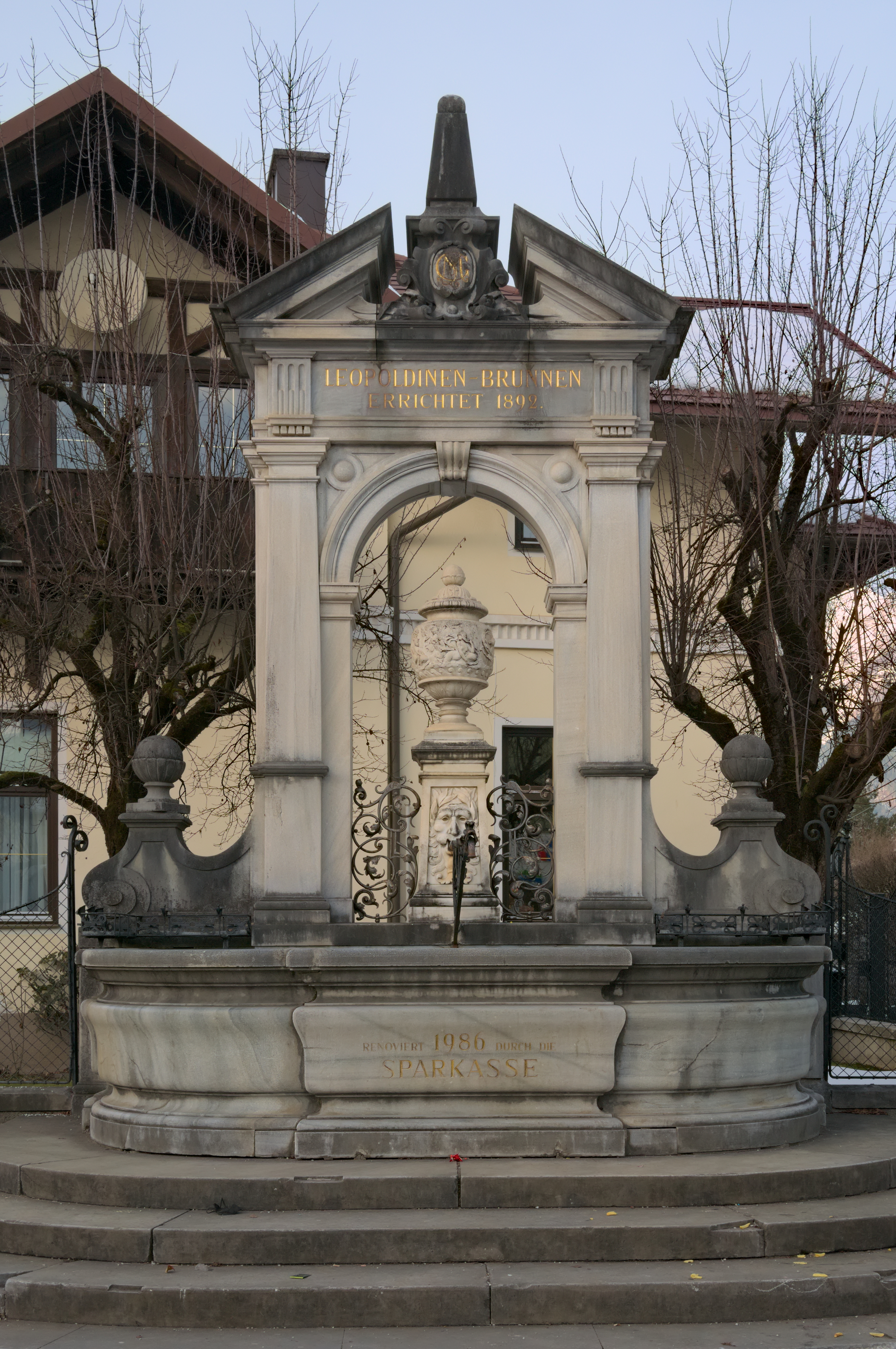
Leopoldinenbrunnen in Admont

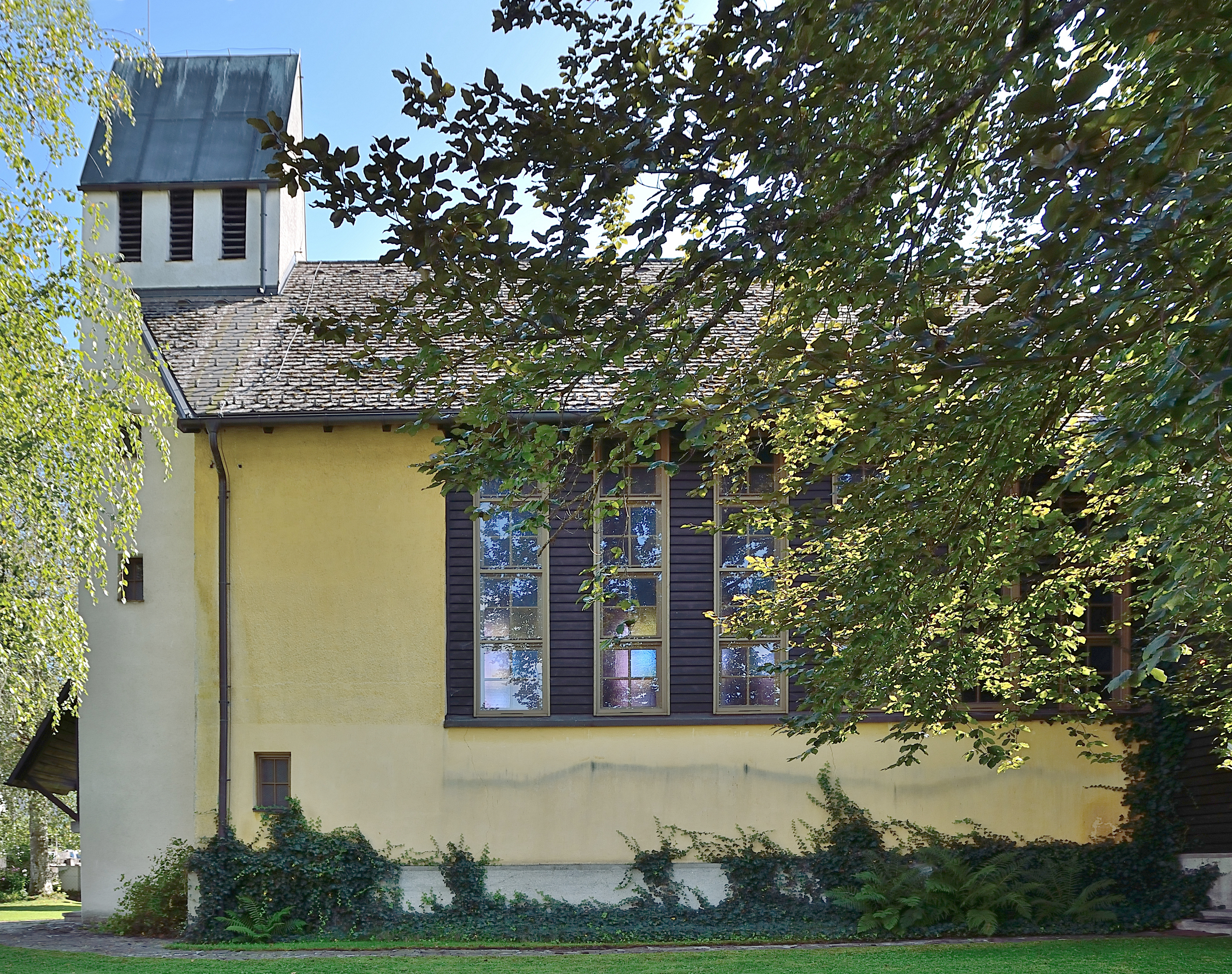
Evangelische Bekennerkirche

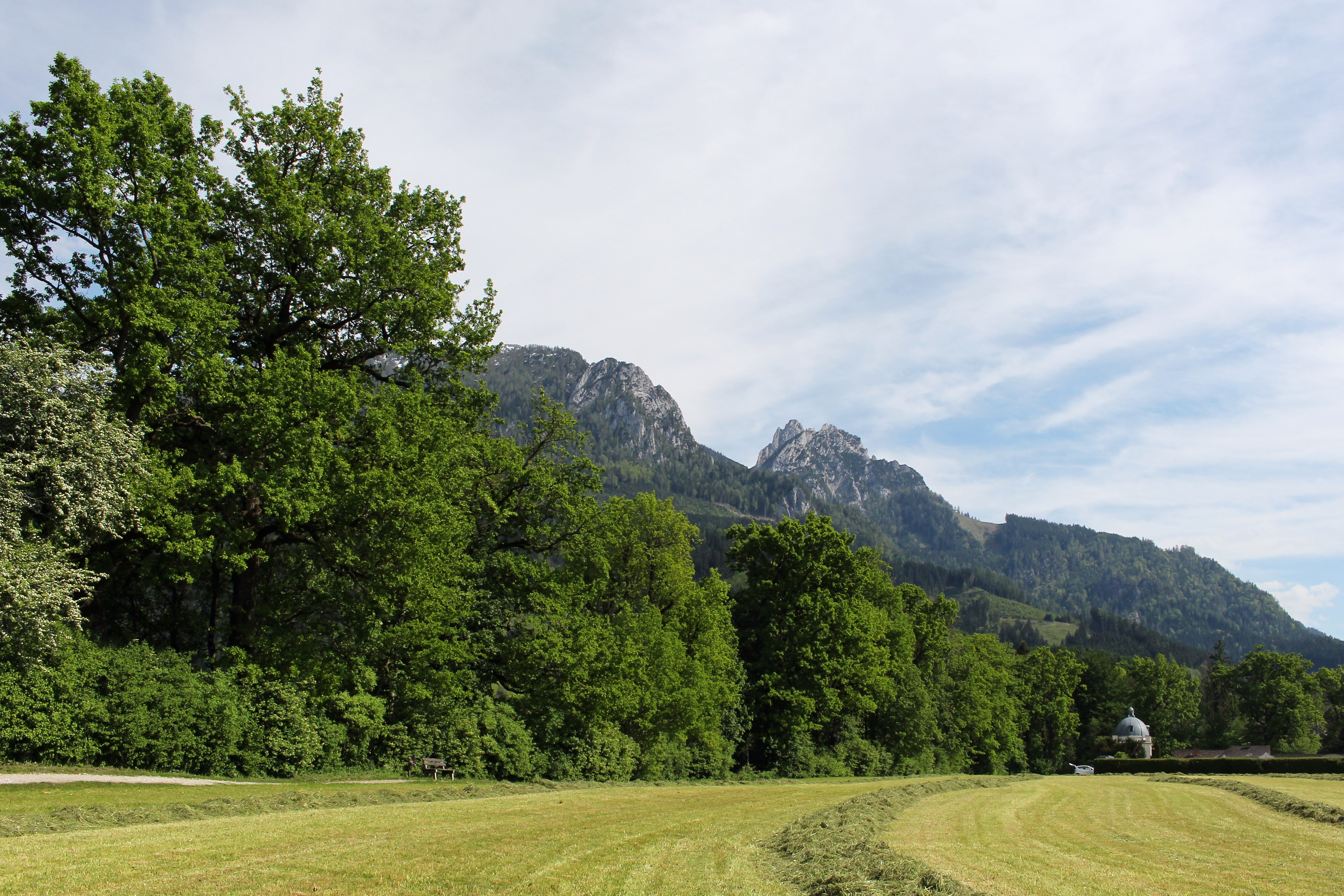
Kajetanpromenade

1074 wurde das Stift Admont gegründet. Zwischen 1116 und 1120 erfolgte zudem die Gründung eines Frauenklosters, das bis zum Ausgang des Mittelalters bestand. 1292 wurde Admont und sein Stift von den Aufständischen des Landsberger Bundes zwar erobert und geplündert, wurde aber nach der Überwindung dieses Aufstandes durch Herzog Albrecht I. entschädigt.
Im Jahre 1443, unter Kaiser Friedrich III., erhielt das Stift als damaliger Sitz des Hofgerichts das Marktrecht. Die wirtschaftliche Bedeutung Admonts im 15. und frühen 16. Jahrhundert äußerte sich vor allem in der Organisation der Admonter Bauhütte, einer Steinmetzbruderschaft, deren Mitglieder zahlreiche spätgotische Kirchen- und Profanbauten der Region errichteten. Von der Eisenverarbeitung zeugt das ehemalige Hammerherrenhaus Himmelstoß aus dem 16. Jahrhundert; auch das Haus der Weberzunft wurde bereits 1513 urkundlich erwähnt. Der barocke Ausbau des Stiftes in der ersten Hälfte des 18. Jahrhunderts hatte auch eine bauliche Erneuerung der Marktgemeinde zur Folge, deren sichtbares Denkmal die 1712 von Abt Anselm Luerzer gestiftete Mariensäule des Bildhauers Georg Christoph Winkler ist.
Mit dem Erlass des Provisorischen Gemeindegesetzes von 1849 wurde die Voraussetzung für die Errichtung eigenständiger Gemeinden geschaffen und 1850 in Admont ein erster Bürgermeister gewählt. 1859 wurde das 1736 errichtete bisherige Weißgerberhaus seitens der Gemeinde (mit finanzieller Unterstützung des Stifts) erworben und als Rathaus adaptiert und nach Brandzerstörung 1865 mit einer romanischen Fassade neugestaltet.
Am 27. April 1865 zerstörte ein Großbrand 22 Häuser des Marktes und forderte sieben Menschenleben. Ebenso betroffen war das barocke Stift Admont, von dem nur die Bibliothek erhalten blieb. Das Stift wurde in den folgenden Jahren durch den Architekten Wilhelm Bücher wieder aufgebaut – das heutige Münster ist der erste große neugotische Sakralbau Österreichs.
Ein entscheidender Anstoß für die wirtschaftliche Entwicklung Admonts erfolgte 1873 durch den Anschluss an die Rudolfsbahn, durch die erst die Gründung der „Dampfsäge“ durch Max Gerstle, dem Stifter des Leopoldinenbrunnens, ermöglicht wurde. Unter Carl Pongratz, von 1884 bis zu seinem Tod 1914 Bürgermeister der Marktgemeinde, wurde ab 1889 aus Gründen des Hochwasserschutzes der bis dahin durch den Ort fließende Lichtmessbach mit nun ausgemauertem Bachbett an den Westrand des Ortskerns verlegt. Zusammen mit dem Wiener Alpinisten Heinrich Heß (dem Begründer der Heßhütte), dem Kartografen Gustav Freytag, dem Hotelier Franz Sulzer und dem Fotografen Franz Frankhauser gründete Pongratz 1893 die Sektion Ennsthal-Admont im Deutschen und Österreichischen Alpenverein, initiierte den Bau des Admonter Hauses. Zusammen mit Medizinalrat Josef Genger und Franz Sulzer, die ihm 1914–1919 bzw. 1920–1927 jeweils als Bürgermeister nachfolgten, organisierte er die alpine Rettungsstelle Admont. Seitens des Stifts wurde 1898 unter dessen Abt Kajetan Hoffmann, nach dem auch die Kajetanpromenade östlich des Stifts benannt ist, die Admonter Mariensäule im neuangelegten Marienpark restauriert.
Bereits um 1900 hatte eine evangelische Predigtstation im Rathaus der Marktgemeinde bestanden, doch kam ein für 1908 geplanter erster Kirchenbau vorerst nicht zustande. Die 1929/30 erbaute Bekennerkirche wurde 1947 zur Pfarrkirche erhoben. Erster, und bisher einziger in Admont residierender evangelischer Pfarrer war Erich Schuster, bevor 1972 der Amtssitz an die Auferstehungskirche in Liezen verlegt wurde.
1928 erfolgte der Kauf des Geländes des fürstlich Schwarzenbergschen Dampfsägewerks, um hier wegen der steigenden Einwohnerzahl ein neues Siedlungsgebiet zu erschließen. Zur Behebung der hohen Arbeitslosigkeit wurde in den Jahren 1929 bis 1936 die Gesäusestraße nach Hieflau erbaut. Während des Juliputsches wurde am 25. Juli 1934 das Rathaus von nationalsozialistischen Anhängern besetzt und der Bürgermeister Heinrich Fournier inhaftiert. Zum Gedenken an den während des Putsches ermordeten Engelbert Dollfuß wurde an der Gesäusestraße eine Statue des (1225 ermordeten) Hl. Engelbert aufgestellt.
Im Zweiten Weltkrieg war der Verband 802 der Spezialeinheit 800 „Brandenburg“ im Ort stationiert. Unter dem ersten Kommandeur des in Admont stationierten III. Bataillons des Gebirgsjäger-Regiments 138, Oberst Rudolf Klinke, wurde 1938 mit dem Bau der Oberst-Klinke-Hütte als alpiner Ausbildungsstützpunkt unterhalb der Reichensteingruppe begonnen. Nach dem Ende des Zweiten Weltkriegs gehörte Admont zur britischen Besatzungszone im besetzten Nachkriegsösterreich. Von der britischen Militärverwaltung wurde auf dem Gebiet eines ehemaligen Militärlagers ein DP-Lager für bis zu 2.000 jüdische „Displaced Persons“ eingerichtet.
Um die Mitte des 20. Jahrhunderts lebten und wirkten mehrere Künstler in Admont, wie etwa der Grafiker P. Erwin Ehweiner, die Maler Toni Hafner, Bruno Hess, Ernst (Reno) Jungel, Emmerich Millim, Hans Nödl, Anton Prazak, Karl Sellner, Anatol Solotarev, die Malerin und Pianistin Emy Sommerhuber sowie der Bildhauer Hans Steger.
Seit dem 26. Oktober 2003 ist Admont eine der Nationalparkgemeinden des Nationalparks Gesäuse.

### Historische Ansichten

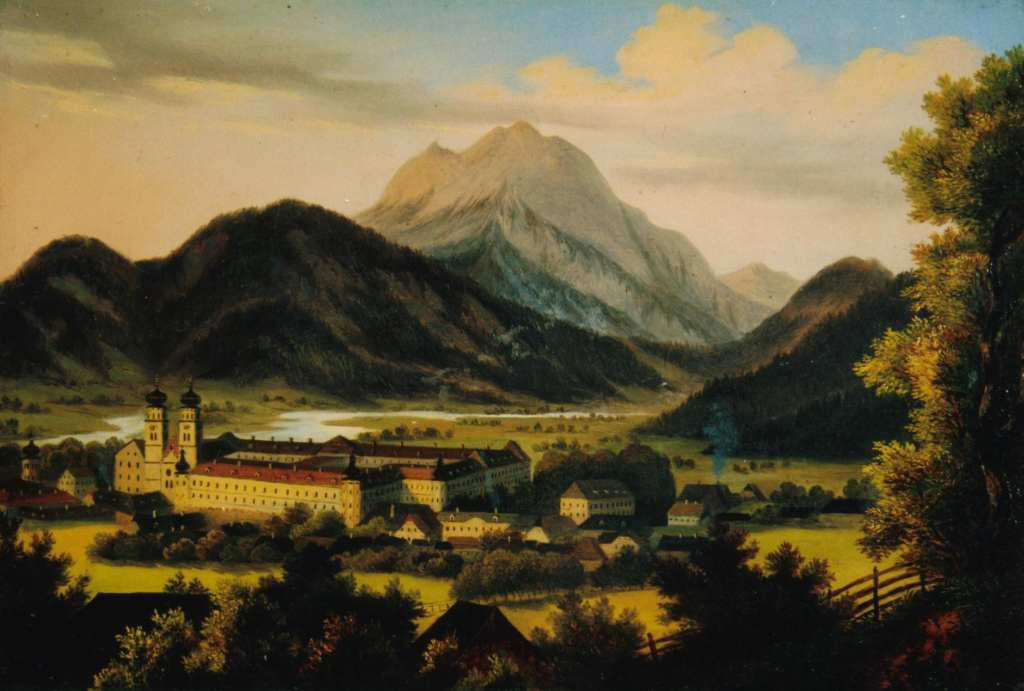
Admont um 1840 (Gemälde von A. Schiffer)
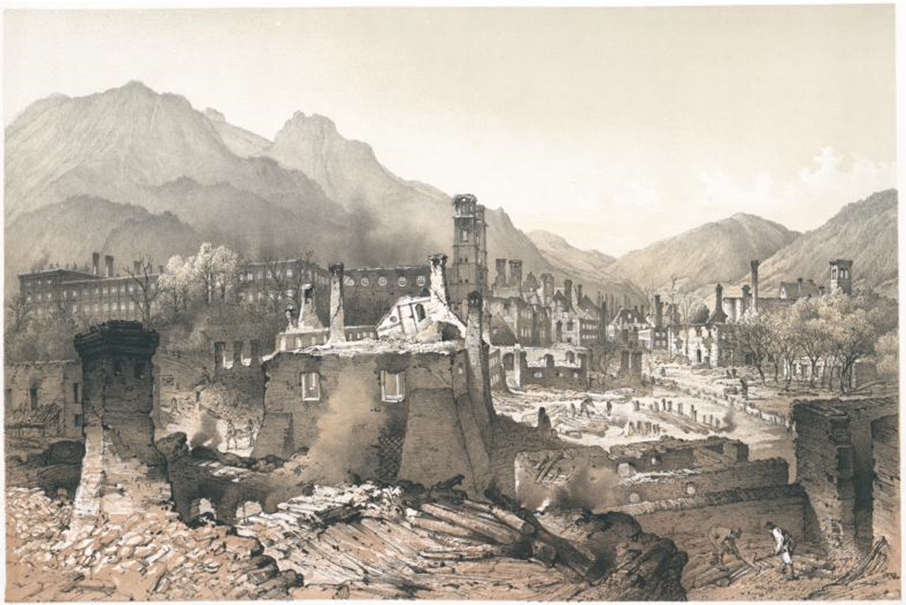
Ruinen nach dem Brand 1865
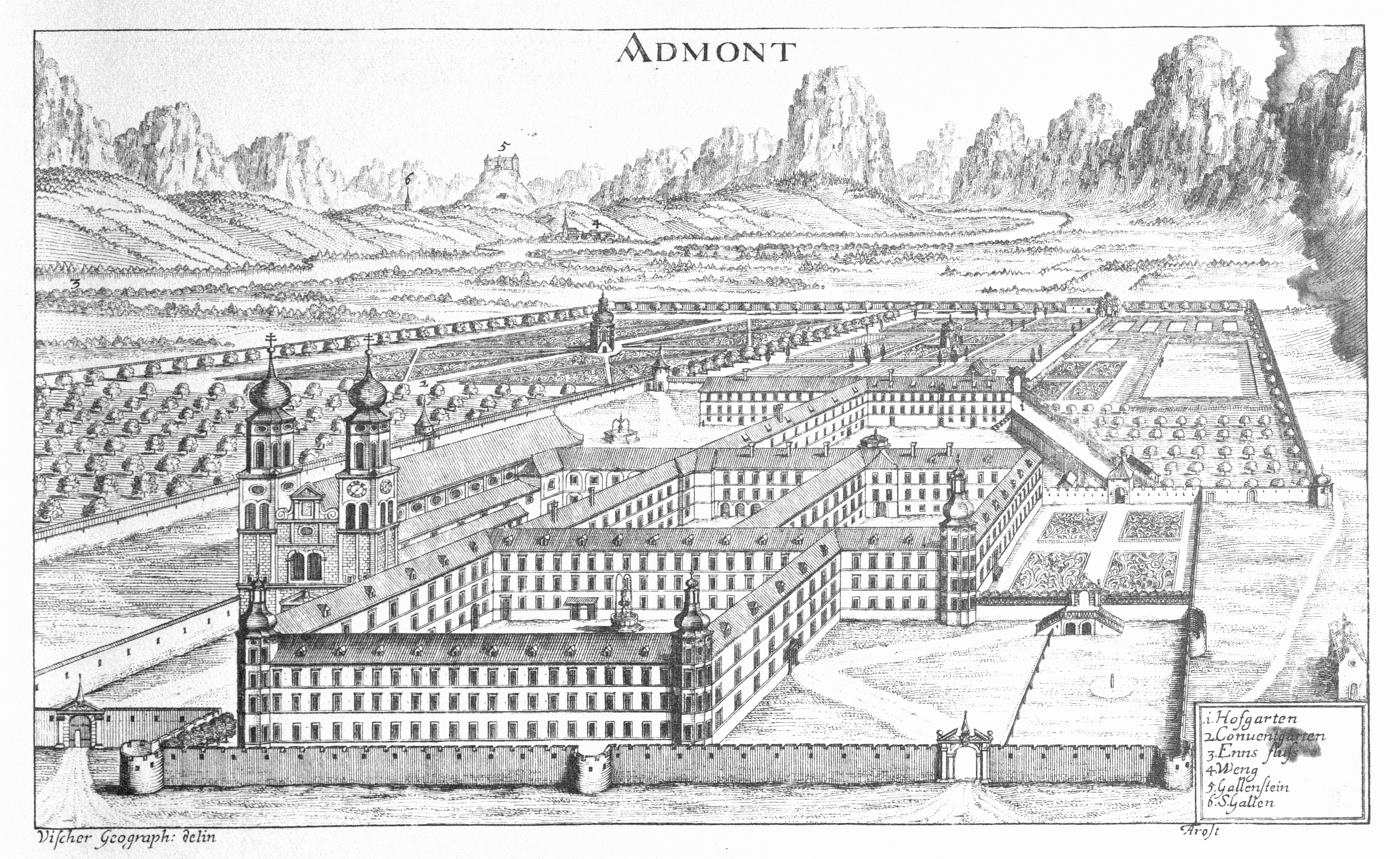
Stift Admont, Georg Matthäus Vischer, Topographia Ducatus Stiriae, Graz 1681
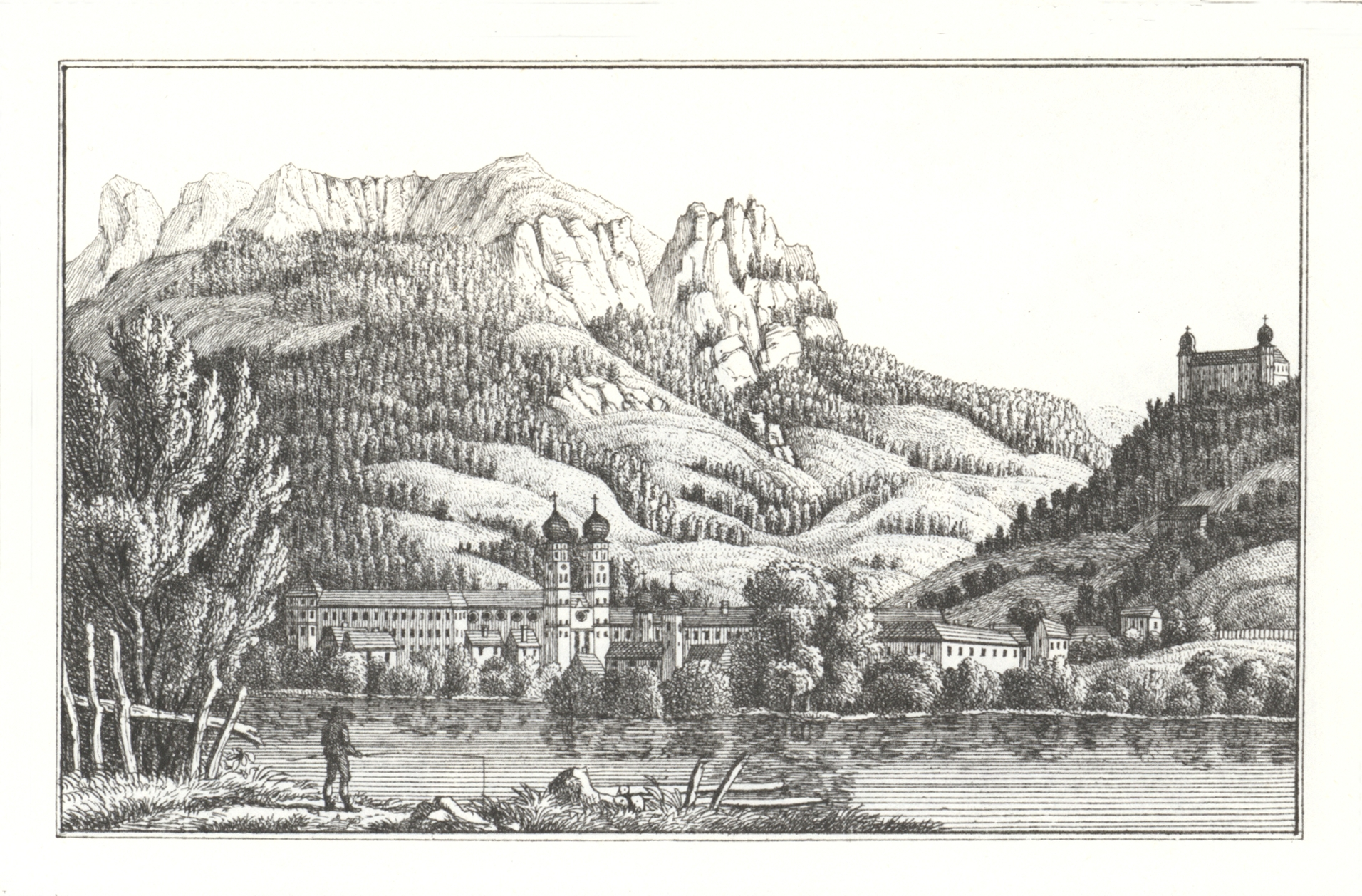
Stift Admont – Kaiser-Suite, um 1830

## Kultur und Sehenswürdigkeiten

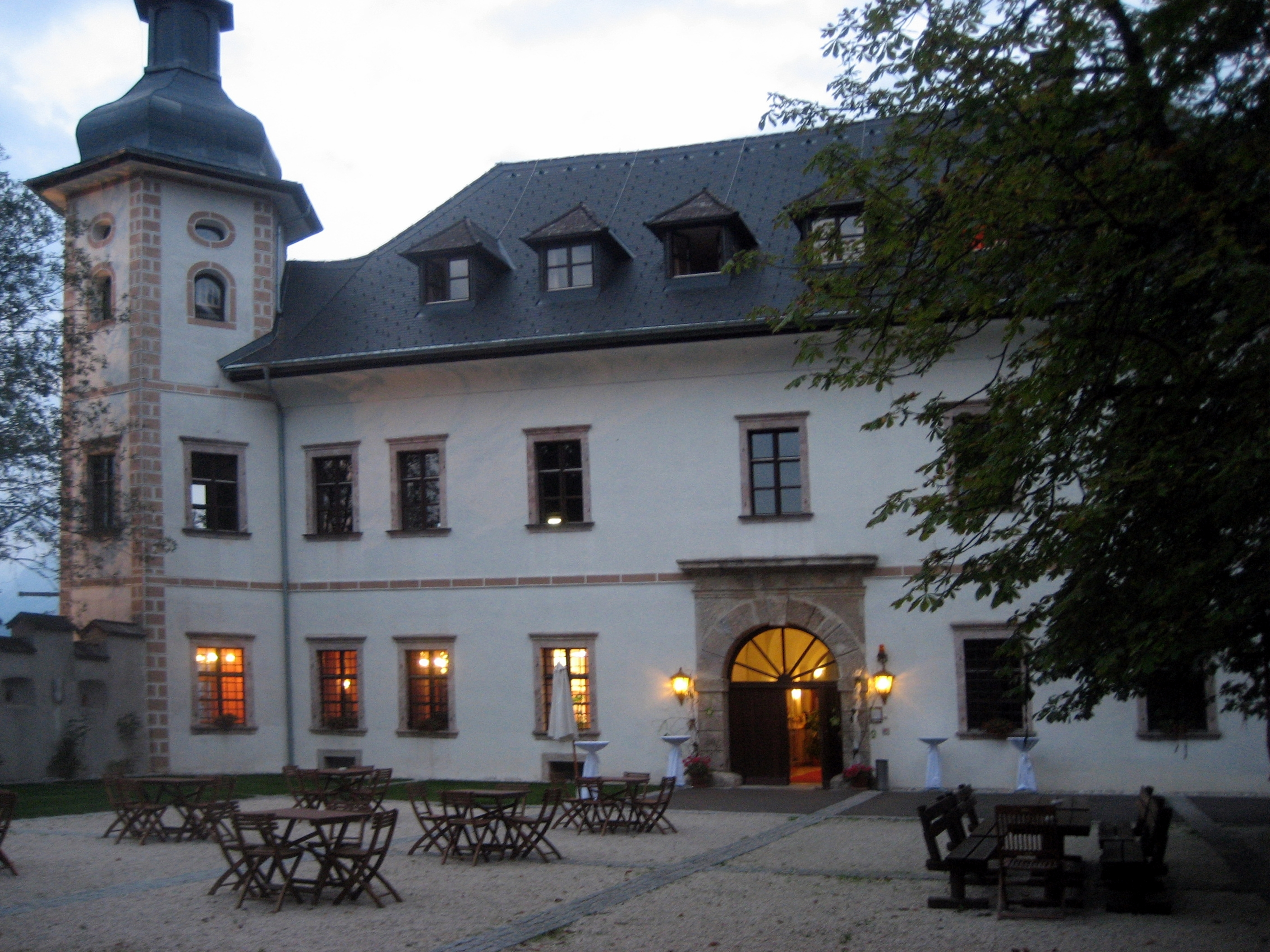
Schloss Röthelstein

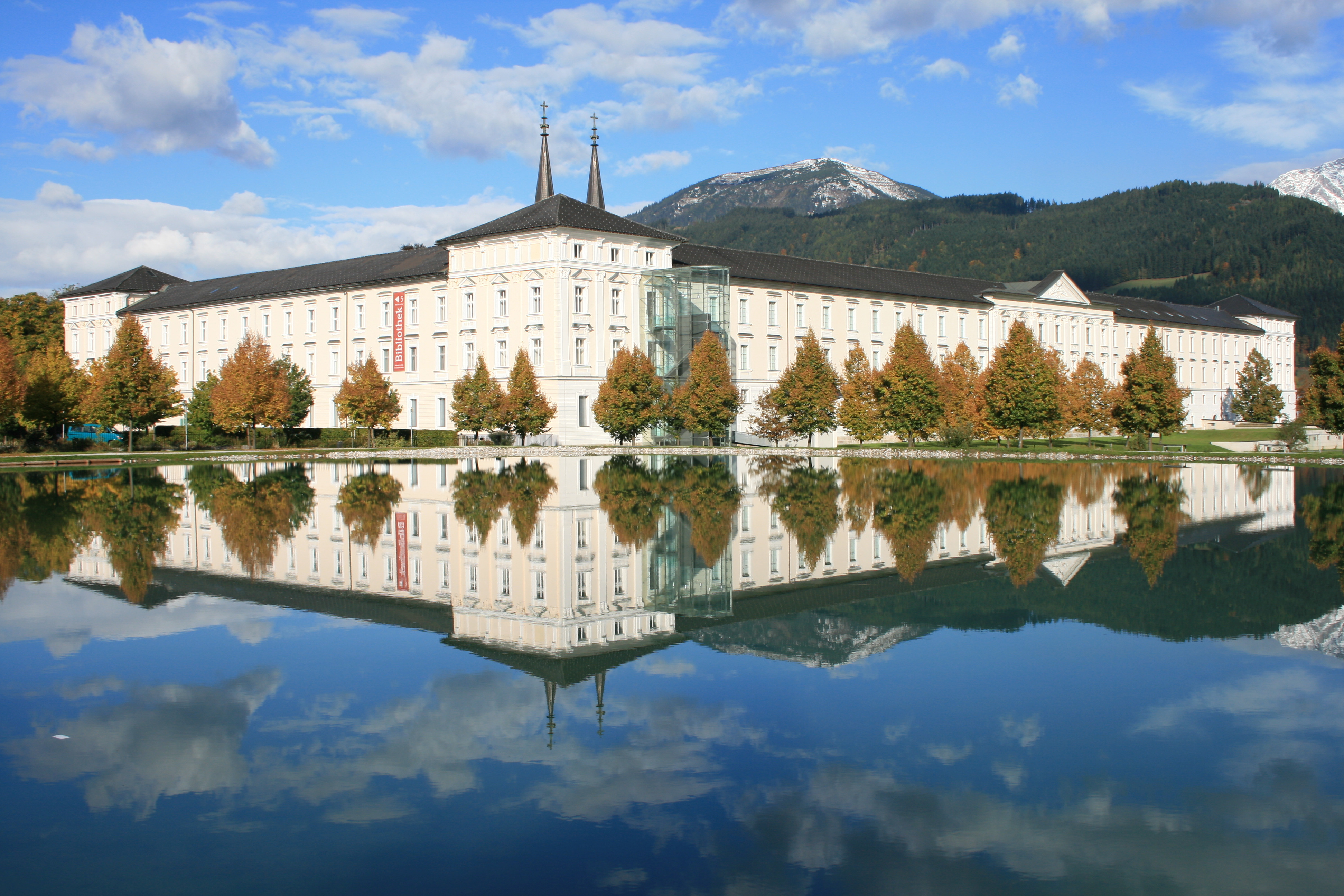
Stift Admont

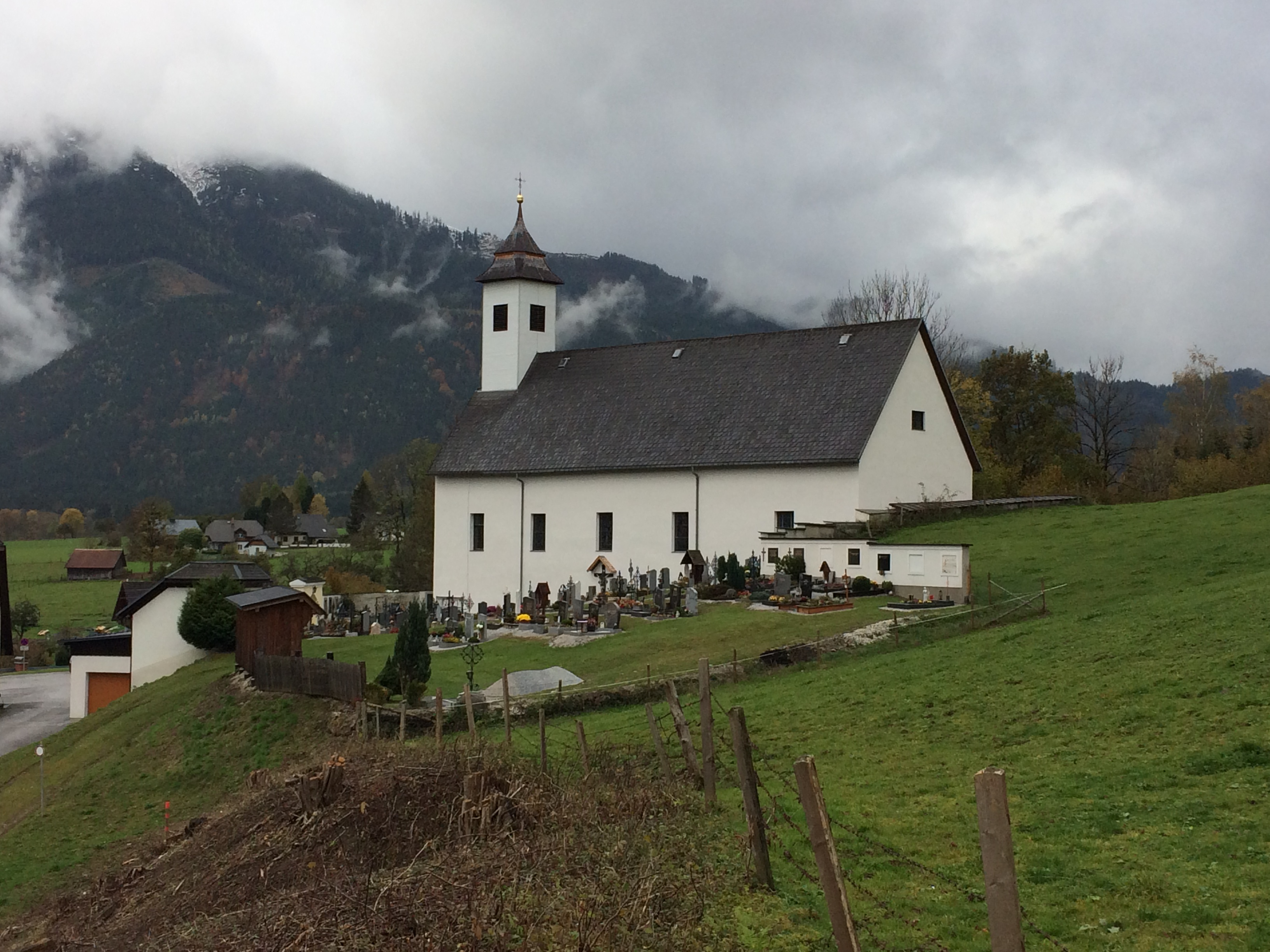
Pfarrkirche Hall bei Admont

- Stift Admont: 1074 erbaut, neogotisches Münster, Bibliothek und Museum
- Rathaus: aus dem Jahr 1736, seit 1859 im Besitz der Gemeinde
- Alte Pfarrkirche (Amanduskirche): um 850 erstmals urkundlich erwähnt
- Evangelische Bekennerkirche: erbaut 1929/1930
- Katholische Pfarrkirche Hall bei Admont zum Hl. Kreuz im Ortsteil Hall
- Pfarrkirche Hl. Ägydius und Bergsteigerfriedhof im Ortsteil Johnsbach
- Katholische Pfarrkirche Weng im Gesäuse Hl. Cosmas und Damian und Sebastianikapelle im Ortsteil Weng
- Markt Admont: einige sehenswerte alte Häuser – Hühnerspital, Lürzerhaus, Hofrichterhaus
- Marienpark: mit der 1712 errichteten Mariensäule
- Schloss Röthelstein: 1655–1657 errichtet, ein frühbarockes Schloss südlich des Ortes, Sommer- und Jagdresidenz der Admonter Äbte, heute ein Jugend & Familiengästehaus JUFA.
- Schloss Kaiserau: 1778 errichtet, von den Admonter Benediktinermönchen, beherbergt heute eine Zimmervermietung. Es werden Appartements und Gruppenzimmer (wie in Jugendherberge) angeboten. In weniger als 100 m Entfernung befindet sich ein kleines Skigebiet, welches sich in Besitz des Stifts Admont befindet.
- Ennskatarakt Gesäuse-Eingang: Naturdenkmal (Listeneintrag)

### Regelmäßige Veranstaltungen
- Admonter Adventmarkt[19] (3. Advent-Wochenende)
- Admonter Faschingsumzug, jeweils am Faschingsdienstag
- Admonter Gemeindeskitag auf der Kaiserau bzw. in Johnsbach (Februar)
- Admonter Glöcklerlauf (5. Jänner)
- Admonter Lautenherbst
- Admonter Klostermarkttage[20] (August)
- Admonter Kirtag (1. Samstag im Oktober)
- Admonter Krampustreiben (November/Dezember)
- Admonter Volksrodeln der Naturfreunde (Jänner/Februar)
- ARBÖ Classic (Juni)
- ARBÖ Rallye Steiermark (September)
- Gesäuse Meisterschaften Skilanglauf in Hall (Februar)
- Haller Faschingsumzug (jedes ungerade Jahr am Samstag vor Rosenmontag)
- Haller Salzteufellauf (jedes gerade Jahr an einem Samstag im November): Krampusspiel ohne Ruten
- Johnsbacher Musikwoche
- Krampusspiel & Krampuskränzchen Weng (Ende November / Anfang Dezember)
- Theaterrunde der Naturfreunde (3 Vorstellungen)
- Wenger Dorfrallye (26. Oktober)
- Wenger Faschingsstadl (Jänner/Februar, 2 Vorstellungen)
- Weihnachtskonzerte der drei örtlichen Musikkapellen bzw. div. Chorkonzerte

## Wirtschaft und Infrastruktur
Hauptwirtschaftsfaktor in Admont ist der Fremdenverkehr, wobei sowohl im Sommer als auch im Winter Nutzungen vorhanden sind. Den wichtigsten Faktor stellt dabei das Stift Admont mit der größten Klosterbibliothek der Welt und seinem 2003 neu eröffneten Museum dar. Als Gemeinde im 2002 gegründeten Nationalpark Gesäuse sieht man sich als attraktives Tourismusziel.

### Tourismus
- Die Gemeinde bildet gemeinsam mit Altenmarkt bei St. Gallen, Ardning, Landl und St. Gallen den Tourismusverband Alpenregion Nationalpark Gesäuse mit Sitz in Admont.[21]
- Der Tourismusverband Gesäuse ist ebenfalls in Admont beheimatet.
- Der Ort Johnsbach ist Teil der Bergsteigerdörfer-Initiative des ÖAV.
- Durch das Gemeindegebiet führen mit dem Nordalpenweg und dem Eisenwurzenweg zwei österreichische Weitwanderwege.

### Verkehr
- Der Bahnhof Admont liegt an der Rudolfsbahn, wird allerdings momentan nur von zwei Zugpaaren am Wochenende bedient. Mitte 2024 erschienen in der regionalen Tageszeitung „Kleine Zeitung“[22] und der lokalen Wochenzeitung „Der Ennstaler“[23] Berichte, wonach ab 2025 für Schülerzüge ein morgendlicher Taktverkehr zwischen Selzthal und Admont angeboten werden solle.

### Ansässige Unternehmen (Auswahl)
- Admonter Holzindustrie AG (vormals STIA Holzindustrie GmbH)
- Forstbetriebe des Benediktinerstiftes Admont
- Forstdirektion der Steiermärkischen Landesforste
- Großmuseum des Stiftes Admont (4 Museen, ergänzt durch regelmäßige Sonderausstellungen)

### Bildung
- Volksschulen Admont, Hall und Weng
- Mittelschule Admont (bilingual)
- Stiftsgymnasium Admont: Stiftsgymnasium im Stift Admont mit lange zurückreichender Tradition (gegründet 1644)
- Land- und Forstwirtschaftliche Fachschule Grabnerhof in Hall
- Außenstelle der Musikschule Liezen

## Politik

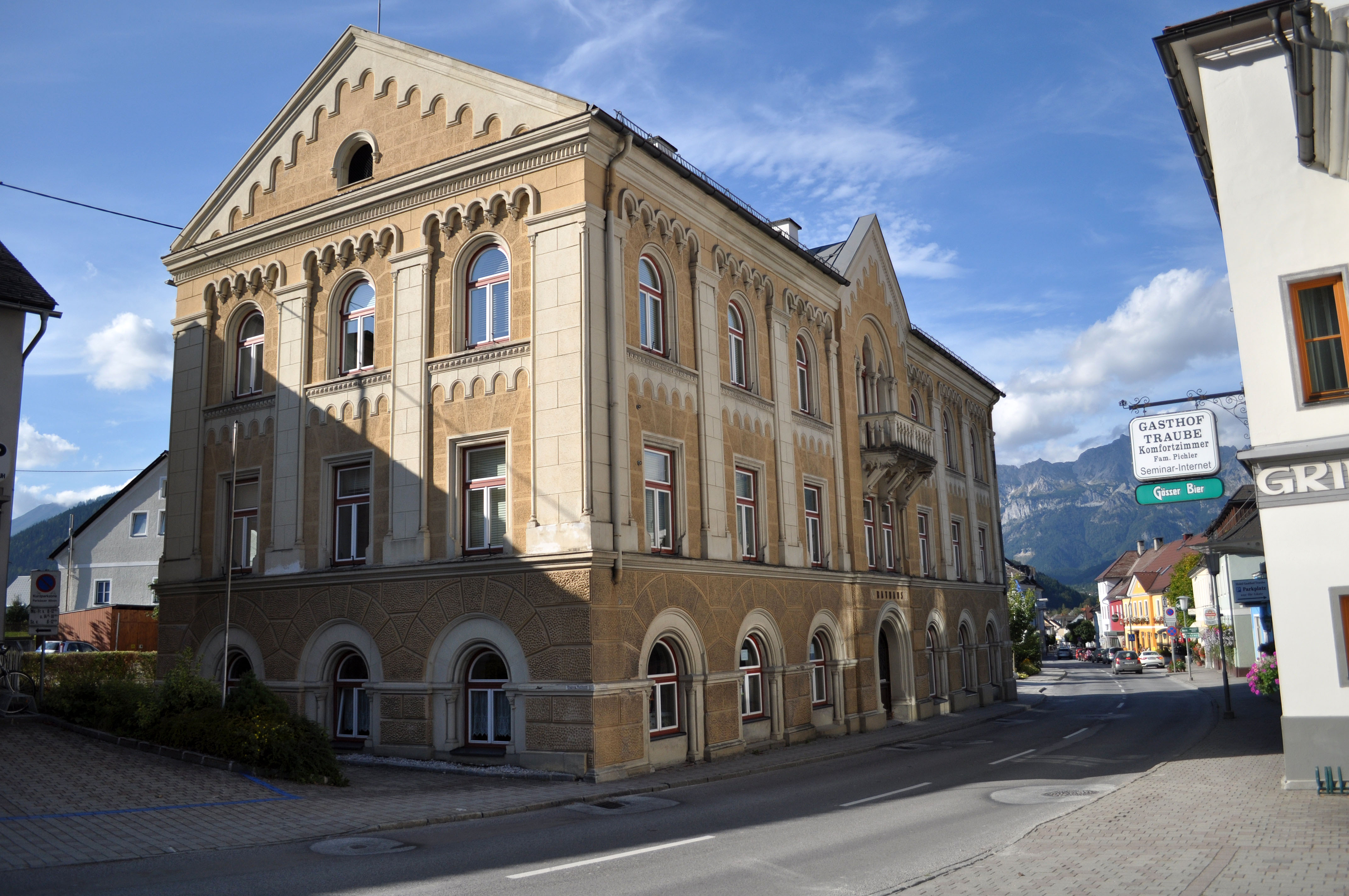
Rathaus der Gemeinde

### Gemeinderat
Seit 2015 hat der Gemeinderat 21 Mitglieder.
Nach den Gemeinderatswahlen hatte der Gemeinderat folgende Verteilungen:
- 2000: 9 ÖVP, 5 SPÖ, 1 FPÖ
- 2005: 9 ÖVP, 6 SPÖ
- 2010: 10 ÖVP, 5 SPÖ
- 2015: 12 SPÖ, 7 ÖVP, 1 FPÖ und 1 Grüne.
- 2020: 12 ÖVP, 8 SPÖ, 1 Grüne[24]
- 2025: 12 ÖVP, 5 SPÖ, 3 FPÖ und 1 GRÜNE.

### Bürgermeister
- 1945–1950 Giselbert Bretscherer (SPÖ)
- 1950–1965 Hans Rabuse (SPÖ)
- 1965–1970 Anton Kern (SPÖ)
- 1970–1990 Martin Petritsch (SPÖ)[25]
- 1990–2015 Günther Posch (ÖVP)[26]
- 2015–2020 Hermann Watzl (SPÖ)[27]
- seit 2020 Christian Haider (ÖVP)[28]

### Wappen

Admont (bis 2014)
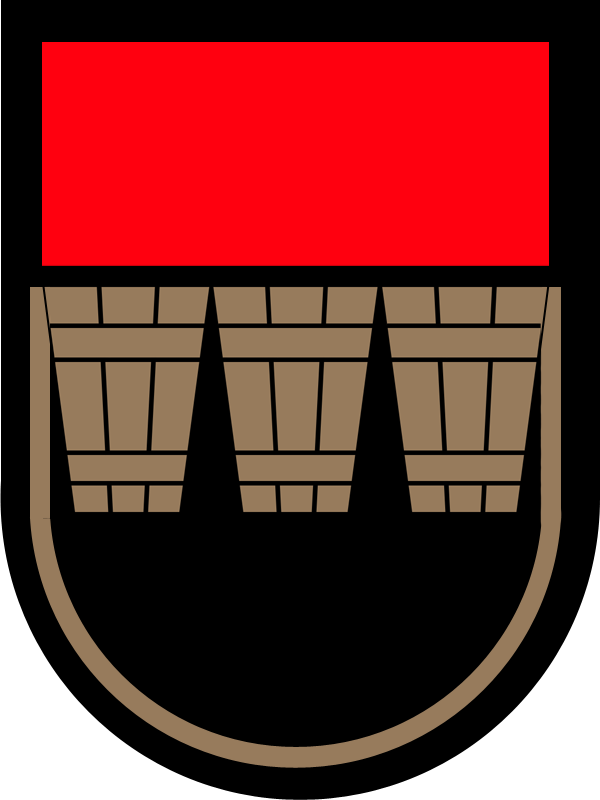
Hall bei Admont
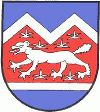
Weng im Gesäuse

Drei der vier Fusionsgemeinden hatten bis Ende 2014 eigene Wappen. Wegen der Gemeindezusammenlegung verloren diese mit 1. Jänner 2015 ihre offizielle Gültigkeit. Die Neuverleihung des Gemeindewappens erfolgte durch die Steiermärkische Landesregierung mit Wirkung vom 15. Juni 2017.
Die Blasonierung lautet:

„In von Silber und Rot gespaltenem Schild farbverwechselt zwei anstehende facettierte Rauten.“

Das Wappen ist ein in Silber und Rot senkrecht gespaltener Schild mit zwei am Spitz stehenden Rauten in Rot und Silber (Weiß). Die Herkunft des Wappens ist nicht vollständig geklärt. Vermutlich symbolisieren die Rauten zwei von der Salzwirtschaft rührende Schiffchen. Die Farben Rot und Weiß stehen für die Herrschaftsfarben der bei Ulm ansässigen Grafen von Helfenstein, von denen Stiftsgründer Erzbischof Gebhard abstammt.

## Persönlichkeiten

### Ehrenbürger der Gemeinde
- 1869 Wilhelm Bücher (1816–1888), Architekt der Stiftskirche Admont
- 1903 Carl Pongratz (1850–1914), Admonter Bürgermeister
- 1926 Heinrich Heß (1857–1944), Alpinist
- 1932 Gustav Freytag (1852–1938), Kartograf
- 1932 Oswin Schlammadinger, (1868–1953), Abt des Stiftes Admont
- 1933 Anton Rintelen (1876–1946), Landeshauptmann der Steiermark
- 1934 Otto von Habsburg (1912–2011), Europapolitiker
- 1934 Kurt Schuschnigg (1897–1977), Österreichischer Bundeskanzler
- 1934 Ernst Rüdiger Starhemberg (1899–1956), Österreichischer Vizekanzler
- 1935 Anton Mayr (1855–1943), Gymnasialprofessor
- 1935 Marie Therese von Österreich (1855–1944), Erzherzogin
- 1935 Maria Annunziata von Österreich (1876–1961), Erzherzogin
- 1987 Hans Gross (1930–1992), Landeshauptmann-Stellvertreter
- 2015 Günther Posch (* 1949), von 1990 bis 2015 Bürgermeister (ÖVP)[30]

### Söhne und Töchter der Gemeinde
- Wolfgang Böhmer (* 1951), Hauptschullehrer und Politiker (SPÖ)
- Sigmar Bortenschlager (* 1940), Paläobotaniker
- Karin Hackl (* 1989), Skirennläuferin
- Klaus Heidegger (* 1957), Skirennläufer
- Benno Kreil (1799–1863), 58. Abt des Stifts Admont
- Ernst Kren (* 1962), Mediengestalter, Alpinist und Autor
- Hans Kronberger (1951–2018), Sachbuchautor und Politiker
- Heinz Planitzer (* 1968), Duathlet und Wintertriathlet
- Marlies Schild (* 1981), Skirennläuferin
- Ferdinand Schmalz (* 1985), Dramatiker und Theaterwissenschaftler
- Cornelia Sulzer (* 1969), Skilangläuferin
- Heinz Verbnjak (* 1973), Skibergsteiger

### Personen mit Bezug zur Gemeinde
- Engelbert von Admont (um 1250–1331), Benediktiner, nach Studien in Prag und Padua von 1297 bis 1327 der 26. Abt des Stiftes Admont
- Gottfried von Admont (um 1100–1165 Admont), leistete als 8. Abt des Stiftes Admont ab 1137 wesentliche Beiträge zur heutigen Größe der Stiftsbibliothek, gründete die Schreib- und Malschule
- Irimbert von Admont (um 1104–1176), 1172–1177, 11. Abt des Stiftes Admont
- Liutold von Admont († 1171), 1165–1171, 9. Abt des Stiftes Admont
- Rudolf I. von Admont (1171–1172), 10. Abt des Stiftes Admont
- Wolfhold von Admont († 1137), 1115–1138, 7. Abt des Stiftes Admont
- Robert Fuchs (1847–1927), Komponist
- Gustav Freytag (1852–1938), Kartograf
- Emy Sommerhuber (1898–1958), Malerin und Pianistin
- Gerhard Hafner (* 1964), 68. Abt von Admont
- Koloman Holzinger (1915–1978), 1956–1978, 65. Abt des Stiftes Admont
- Bruno Hubl (* 1947), 67. Abt des Stiftes Admont
- Maximilian Schiefermüller (* 1981), Stiftsarchivar, Stiftsbibliothekar
- Benedikt Schlömicher (1930–2005), Magister der Philosophie und 66. Abt des Stiftes Admont
- Martha Wölger (1920–1992), Mundartdichterin